# كليفتون ويب (سياسي)
كليفتون ويب (بالإنجليزية: Thomas Clifton Webb)‏ هو محامي ودبلوماسي وسياسي نيوزلندي، ولد في 8 مارس 1889 في نيوزيلندا، وتوفي في 6 فبراير 1962 في ويلينغتون في نيوزيلندا. انتخب وزير العدل ‏ (13 ديسمبر 1949 – 26 نوفمبر 1954) وانتخب سفير وانتخب عضو مجلس النواب النيوزيلندي.